# 減速機

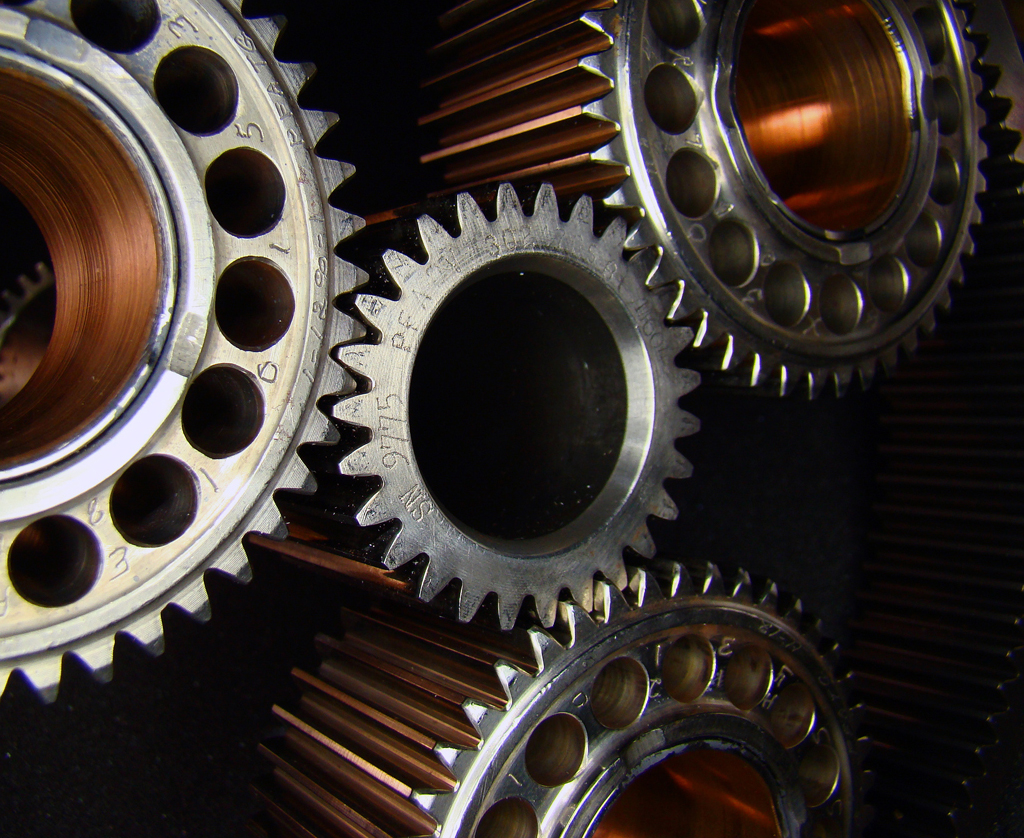
遊星ギヤ減速機の内部

減速機（げんそくき）とは歯車等で動力の回転速度を減じて出力する機械装置である。出力として、減速比（歯数比やプーリー比）に比例したトルクを得ることができる。
例えば、入力側の歯数が15枚、出力側の歯数が30枚という2枚の歯車からなる減速機があるとする。それぞれの歯数が1:2なので、入力側の回転速度（回転数）が出力側では2分の1となり、得られるトルクは2倍になる。この場合の減速比は2。

## 概要
主に原動機の出力軸に用いられるが、自動車の最終減速機のように、変速機の後段に用いる場合もある。産業用、鉄道車両用などでは電動機との組み合わせも多い。ほかには船舶のスクリュープロペラや航空機のプロペラ駆動にも減速機が用いられている。

## 種類

### 歯車減速機

#### 平行軸
- 平行軸歯車減速機
歯車及び軸、軸受、筐体、潤滑機構で構成される。高精度に製造された平歯車は、一段あたり98%程度の伝達効率を確保できる。はすば歯車を使用する場合もある。
- ヘリカル減速機

#### 直交軸
- ウォーム減速機
- ベベルギア減速機
- ハイポイド減速機

#### 同芯軸
- 遊星歯車減速機
遊星歯車減速機は複数の遊星歯車と太陽歯車、遊星歯車を固定するキャリア、外周の内歯車から構成されている。
- 波動歯車減速機
- サイクロイドドライブ（英語版）

### トラクションドライブ型
- ローラ減速機

### その他
- FLEXWAVE（日本電産シンポ）

- ハーモニックドライブ（ハーモニック・ドライブ・システムズ）
- 精密減速機RV（ナブテスコ）
- ローラドライブ（三共製作所）
- ボール減速機・薄型差動減速機（加茂精工）

他にもベルトやチェーンを使用して減速するものがある。

## 適用例

### ロボット・産業用
減速機と一体となった電動モーターをギアモーター（ギヤモーター）もしくはギアードモーターという。減速機単体はギヤボックスと呼ぶことが多い。サーボモーター（ロボットの関節や工作機械の駆動部などの制御用モーター）には歯車の隙間を詰めてバックラッシュを減らした、精密かつ特殊な減速機が使われる。

### 主な低バックラッシュ減速機
- ハーモニックドライブ（ハーモニック・ドライブ・システムズ）
- ローラギヤ減速機
- ローラドライブ（三共製作所）
- 精密減速機RV（ナブテスコ）
- 内接式遊星歯車
- サイクロ減速機（住友重機械工業）
- ボール減速機・薄型差動減速機（加茂精工）
- 不思議遊星歯車機構